# World Dwarf Games
Die World Dwarf Games (Welt-Kleinwuchsspiele) (WDG) sind eine Multi-Sportveranstaltung für Kleinwüchsige. Sie werden seit 1993 in vierjährigem Abstand ausgetragen und sind das weltweit größte Sportereignis ausschließlich für kleinwüchsige Menschen.

## Geschichte
1986 wurde der erste internationale Wettkampf für Kleinwüchsige veranstaltet. 1993 riefen die Verbände von zehn Ländern die World Dwarf Games ins Leben. Anschließend gründeten diese Verbände die IDSF (International Dwarf Sport Federation), die seitdem alle vier Jahre einen Gastgeberverband, der die WDG in seinem Land austrägt, unterstützt. Die WDG sind das weltweit größte Sportereignis für kleinwüchsige Menschen und haben das Ziel, Menschen mit bis zu 1,50 Meter Größe aus der ganzen Welt zu motivieren sich sportlich zu betätigen. Kleinwüchsige Menschen können an Paralympischen Spielen teilnehmen, aber nur in Disziplinen in der Leichtathletik, im Schwimmen und im Gewichtheben.

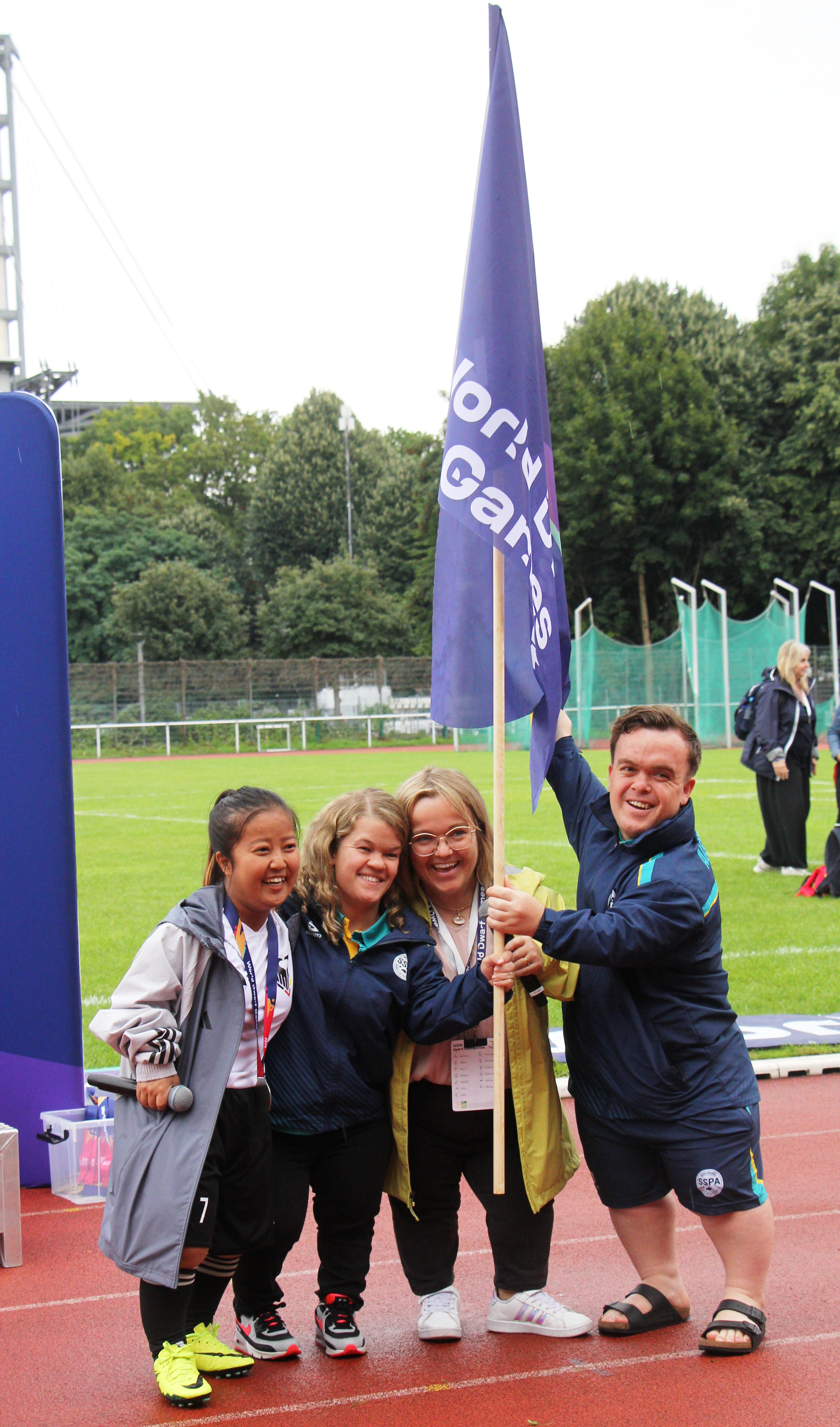
Übergabe der WDG-Fahne vom deutschen OK an das australische (2023)

An den ersten WDG 1993 in Chicago nahmen 165 Sportlerinnen und Sportler aus zehn Ländern teil; bei der bisher letzten Austragung 2023 auf dem Campus der Deutschen Sporthochschule sowie im Sportpark Müngersdorf in Köln waren über 500 Menschen aus 25 Ländern am Start. Diese Ausgabe war ursprünglich für 2021 geplant, musste aber wegen der COVID-19-Pandemie verschoben werden. Die nächste Austragung ist für 2027 in Australien geplant.

## Bisherige Austragungen
| Jahr | Ort                                  | Gastgeber                                                        | Zahl der Staaten | Zahl der Sportler |
| ---- | ------------------------------------ | ---------------------------------------------------------------- | ---------------- | ----------------- |
| 1993 | Chicago, Vereinigte Staaten          | Dwarf Athletic Association of America (DAAA)                     | 10               | 165               |
| 1997 | Peterborough, Vereinigtes Königreich | Dwarf Athletic Association United Kingdom (DAAA)                 | 6                | 83                |
| 2001 | Toronto, Kanada                      | Little People of Canada (LPC)                                    | 8                | 250               |
| 2005 | Rambouillet, Frankreich              | France Nano Sports/L' Association des Personnes de Petite Taille | 14               | 136               |
| 2009 | Belfast, Vereinigtes Königreich      | Dwarf Athletic Association Northern Ireland (DAANI)              | 12               | 250               |
| 2013 | East Lansing, Vereinigte Staaten     | Dwarf Athletic Association of America (DAAA)                     | 17               | 395               |
| 2017 | Guelph, Kanada                       | Canadian WDG Committee                                           | 17               | 450               |
| 2023 | Köln, Deutschland                    | Bundesverband Kleinwüchsige Menschen und ihre Familien (BKMF)    | 25               | 530               |
| 2027 | Australien                           | in Planung                                                       |                  |                   |